# 나이젤 아모스
나이젤 칼로스 아밀피타노 아모스(영어·츠와나어: Nijel Carlos Amilfitano Amos 나이절 아모스[*], 1994년 3월 15일~)는 보츠와나의 육상 선수로 주 종목은 중거리 달리기이다. 2012년 하계 올림픽 남자 800m 종목에서 은메달을 획득하여 보츠와나 선수로는 최초로 올림픽 메달을 획득했다.

## 도핑
2022년 7월 미국 유진에서 열릴 2023년 세계 선수권 대회 개막 며칠 전 도핑 검사에서 금지 약물이 검출되어 잠정 자격 정지 처분을 받았다. 그는 대사 조절제인 GW501516 양성 반응을 보였다. 이후 2023년 5월 3일 세계 육상 연맹으로부터 자격 정지 3년 처분을 받았다. 